# Pada (Viru-Nigula)
Pada est un village de la Commune de Viru-Nigula du Comté de Viru-Ouest en Estonie.
Au 31 décembre 2011, il compte 38 habitants.